# MegaStores
MegaStores est un centre commercial de La Haye, le plus grand centre commercial couvert des Pays-Bas.

## Ameublement
Plus du tiers (23/66) des magasins proposent de l'ameublement.
Si on ajoute au compte les cuisines, literie, accessoires et revêtement de sol et mur, cela représente deux tiers (42/66) des magasins.

## Accès
Suffisamment près du centre ville pour être facilement accessible par les transports en commun, il est légèrement excentré et également facilement accessible en voiture.

### Transports en commun
- Tram
  - lignes : 1, 10, 16 et 17
  - Arrêt Leeghwaterplein
- Bus
  - ligne 26
  - Arrêts MegaStores et MegaStore hoodfdingang

### automobile
1 750 places de parking ouvert de 7h30 à une heure après la fermeture du lundi au samedi.
Environ 2 000 places sur la voie publique.